# Dioses de Egipto
Dioses de Egipto en Hispanoamérica y España (Gods of Egypt) es una película estadounidense de fantasía de 2016 dirigida por Alex Proyas, quien coescribió la película con Matt Sazama y Burk Sharpless. La película está protagonizada por Nikolaj Coster-Waldau, Brenton Thwaites, Gerard Butler, Chadwick Boseman, Elodie Yung y Geoffrey Rush. El rodaje tuvo lugar en Australia en el estudio Summit Entertainment. Su empresa matriz, Lionsgate, planeó el estreno de Dioses de Egipto en los cines el 26 de febrero de 2016. Fue estrenada en 2D y RealD.
El reparto racial y étnico de la película, que trata sobre antiguas deidades egipcias, generó mucha polémica y críticas debido a la mayoría blanca del elenco de la película y dio lugar a que muchos consideraran a la película un ejemplo de blanqueamiento cinematográfico.

## Sinopsis
En el Egipto anterior al nacimiento del mundo, Set, el dios egipcio de la oscuridad, usurpa el trono del imperio egipcio asesinando a su hermano, el viejo rey Osiris, y desterrando a su sobrino Horus, el heredero legítimo, quitándole los ojos, justo el día en el que tomaría posesión del trono. Durante algunos años, los egipcios fueron esclavizados y todos los dioses opositores asesinados poco a poco, pero un ladrón llamado Bek y su novia Zaya planean robar los ojos de Horus para que así él vuelva y derrote a Set. Bek se aventura en el Tesoro Real sorteando las trampas y robando uno solo de los ojos, pero a su regreso él y Zaya son descubiertos por Urshu, arquitecto del rey y su mano derecha. Ambos logran escapar pero Urshu impacta a Zaya justo en el corazón con una flecha, matándola. Bek decide hacer un pacto con Horus para que le devuelva la vida a su amada a cambio de su ojo. Horus acepta y recupera su ojo pero Zaya parte con Anubis al más allá pero sin ninguna riqueza que dar para la balanza. Horus le dice a Bek que solo el rey puede hacer que Anubis dé vuelta atrás y que si el recupera el trono antes de que Zaya llegue a la última de las Nueve Puertas de la tierra de los muertos, hay una posibilidad de salvarla, Bek decide ayudarlo y, ya que vio los planos de la pirámide de Set, su fuente de poder, Horus planea matar al desierto para poder matar a Set.
Horus y Bek parten a La Fuente de la Creación donde se encuentra el abuelo de Horus: Ra, Dios del Sol. Ambos le piden a Ra el agua de La Creación para llevar a cabo su plan. Mientras tanto, Set comenzó a dar caza a los pocos dioses opositores a su reino que aún quedaban con vida, lo que provocó que Hathor (prometida de Horus) se convierta en su amante para así mantenerse a salvo y que pudiera perdonar la vida de Horus. La cacería de Set dio inicio, eliminando a todos aquellos dioses restantes que se interpusiesen en su camino, aun siendo dioses relacionados con él. El caso más emblemático fue el de Netfis, diosa de la Protección y antigua esposa de Set, a quien su esposo le cortó sus gigantescas alas. En el ínterin de esta cacería, Horus y Bek escapan de una horda de subordinados de Set que los había atacado, refugiandose en el antiguo jardín real. Al darse cuenta de que Horus había recuperado uno de sus ojos, Hathor escapa de Set y vuelve a unirse con su prometido para ayudarlo.
Durante su escondite en el jardín, Horus le cuenta a Bek la historia del mismo, explicándole que su padre Osiris dejaba que los pobres enterraran sus muertos ahí. Al mismo tiempo, le reveló que al ser asesinado Osiris, su esposa se terminó suicidando. La situación parece calma, hasta que irrumpen en escena dos jinetes enviados de Set. En el combate, Horus logra acabar con uno de ellos, mientras que Hathor elimina al restante salvando al mismo tiempo a Bek de una muerte segura. Tras haber escapado de esa emboscada, los dioses y el joven deciden visitar al Dios de la Sabiduría Toth. El motivo de esta visita, tuvo que ver con un encuentro previo que tuvieron Horus y Bek con una esfinge que vigilaba la pirámide de Set, quien les había planteado un enigma para poder ingresar a dicha pirámide. Una vez que lograron convencer al dios, los cuatro partieron hacia la pirámide, donde con la ayuda de Toth lograron resolver el enigma de la esfinge y por consiguiente, ingresar a la pirámide. Sin embargo, todo se termina convirtiendo en una emboscada de Set, a través de la cual captura a Horus y Hathor por medio de una trampa, y asesina a Toth robándole el cerebro. Bek, que había logrado escapar, se dispone a echar el agua de La Creación, pero Set lo detiene contándole la verdad sobre el destino de Zaya. Decepcionado por la traición de Horus, Bek huye dejando a los dioses librados a su suerte. Aun así, Hathor en un acto de confianza, le entrega a Bek su brazalete que le permite trasladarse al mundo de los muertos. Bek aprovecha este elemento para trasladarse al Más Allá, llegando justo en el momento que Zaya debía rendir cuentas ante Anubis para pasar el juicio. Tras una conversación en la que Bek expresa su enojo hacia Horus, Zaya le pide que regrese con el dios y le de un voto de confianza.
A todo esto, los asesinatos de Osiris, Neftis y Toth tuvieron como objetivo la creación de un súperdios destructor, sobre el cuerpo de Set. Urshu coordina el implante de las alas de Neftis, el corazón de Osiris, el cerebro de Toth y el ojo que quedaba de Horus en el cuerpo de Set, convirtiéndolo en un dios omnipotente. Con esta fuerza, Set sube al cielo para derrotar a Ra y robar su lanza, teniendo éxito.
Tras la caída de Ra, Set invoca a Apofis, quien comienza a devorar el río Nilo, desatando el Caos. Bek regresa con Horus y vuelven a aliarse. Con ayuda de Neftis (quien aún muerta se contacta con Horus), los héroes viajan a la Capital para derrotar a Set. Ambos secuestran a Urshu, quien los eleva por el pilar que construyó en honor a Set, teniendo luego una pelea en la que Bek mata a Urshu. Sobre la cima de ese pilar, Set se encontraba invocando a Apofis, hasta que fue interrumpido por Horus iniciándose el combate. Set apalea a Horus, hasta que Bek consigue captar su atención. Set abandona su lucha contra Horus yéndose contra el joven, quien en una maniobra consigue rescatar el ojo faltante de Horus. A pesar de ello, Bek cae al vacío y Horus se lanza a rescatarlo, sin importarle su ojo. Esta acción permitió que Horus finalmente ascienda como dios, yendo nuevamente tras Set. Finalmente y tras otra encarnizada batalla, Horus derrota a Set despojándolo de las alas de Neftis y de la lanza de Ra, con la que le da el golpe final. Tras recuperar la lanza, Horus restituye a Ra como Dios Supremo y este último baja a la Tierra, derrotando a Apofis.
Horus regresa a Egipto, donde recupera su ojo y se reencuentra con Bek; sin embargo, el joven muere debido a una herida provocada por Set. Cuando Horus lleva a Bek a descansar al lado de Zaya, Ra se apareció diciéndole estar en deuda con él y le ofrece cumplirle un favor. Horus pide por la resurrección de Bek y Zaya, a lo que Ra accede cumpliéndole el deseo y devolviéndole la vida a los jóvenes.
Tras la resurrección de los jóvenes, se produce la coronación de Horus como Rey de Egipto, designando a Bek como su consejero. La historia termina con Horus yendo a buscar a Hathor y Bek dándole el tesoro de los muertos para que se lo devuelva.

## Reparto
- Brenton Thwaites como Bek.
- Nikolaj Coster-Waldau como Horus.
- Gerard Butler como Set.
- Chadwick Boseman como Thoth.
- Elodie Yung como Hathor.
- Courtney Eaton como Zaya.
- Geoffrey Rush como Ra.
- Bryan Brown como Osiris, rey de Egipto y padre de Horus, Señor del Más Allá.
- Rufus Sewell como Urshu, segundo al mando de Set y arquitecto.
- Rachael Blake como Isis.
- Emma Booth como Neftis.
- Alexander England como Mnevis.
- Alia Seror-O'Neill como cazadora de Set.
- Emily Wheaton como cazadora de Set.
- Ya Ya Deng como Astarté
- Goran D. Kleut como Anubis.
- Kenneth Ransom como Esfinge.

Dioses de Egipto está dirigida por Alex Proyas, quien coescribió la película con Matt Sazama y Burk Sharpless. La película fue producida por Summit Entertainment. Summit contrató a Proyas en mayo de 2012 para escribir el guion con Sazama y Sharpless y para dirigir la película. El actor Nikolaj Coster-Waldau fue incluido en junio de 2013. Gerard Butler, Geoffrey Rush, y Brenton Thwaites fueron incluidos al reparto a finales de 2013. Chadwick Boseman y Elodie Yung fueron incluidos al reparto a inicios de 2014.
Proyas filmó Dioses de Egipto en Australia. Un equipo de 200 personas comenzaron la preproducción en Sídney, Nueva Gales del Sur, y los productores consideraron filmar en Melbourne, Victoria para tomar ventaja de la situación incentiva. Docklands Studios Melbourne fue demasiado reservado para realizar la película, y a los productores se les ofreció una instalación aeroportuaria para la producción. El estado australiano de Nueva Gales del Sur y Victoria competían por ser la localización de la producción de la película, y Summit seleccionó NGS en febrero de 2014. El vice primer ministro del estado, Andrew Stoner, estimó que la producción aumentaría 400 puestos de trabajo para el Estado y contribuiría con 75 millones de US$ a su economía. El sindicato Media Entertainment & Arts Alliance presentó una objeción ante la Comisión de Trabajo Justo de Australia indicando que la película iba a adoptar condiciones de trabajo injustas. El sindicato impugnó la producción para que fuese suficientemente australiana para recibir un 40% de reembolso de la productora, con mejores condiciones de trabajo para Australia.
El rodaje comenzó el 19 de marzo de 2014 en Fox Studios Australia en Sídney. El presupuesto de producción fue de 140 millones US$. Jon Feltheimer, el presidente de Summit, empresa matriz de Lionsgate, dijo que la inversión financiera de Lionsgate rondaba los 10 millones US$ debido a los incentivos fiscales de rodaje en Australia, así como las preventas extranjeras.
Los actores blancos constituyen la mayor parte del elenco principal de Dioses de Egipto. Después de que el rodaje comenzara en marzo de 2014, Rubí Hamad, de Daily Life, calificó a la práctica de incluir actores blancos interpretando personajes egipcios en el reparto como el "blanqueo de Hollywood". Lionsgate dio a conocer un conjunto de pósteres de los personajes en noviembre de 2015 y The Guardian informó de que el reparto fue recibido de forma violenta en Twitter debido al elenco predominantemente de blancos. Algunos sugirieron que el personaje negro, el actor Chadwick Boseman, quien interpreta al dios Thot, interpretará al estereotipo negro mágico. El año anterior, la epopeya bíblica Exodus: Gods and Kings, del director Ridley Scott recibió un similar duro contragolpe por tener un elenco blanco. Soraya Nadia McDonald, de The Washington Post, también intentó desacreditar el reparto utilizado en Gods of Egypt y dijo que Lionsgate dio a conocer los pósteres en un momento desafortunado. Con el estreno de la serie de televisión de Aziz Ansari, Master of None, en la semana anterior, "el casting encalado y el carácter ofensivo de Brownface ha dominado prácticamente la conversación en la cultura pop esta semana." McDonald dijo, "La promoción para la película empieza justo cuando estamos envolviendo un año excepcional para las discusiones de la diversidad y equidad de género de pago en la industria del cine."

## Estreno
Lionsgate planeaba estrenar Dioses de Egipto en los cines en febrero de 2016, pero se pospuso hasta el 8 de abril de ese año.
En noviembre de 2015 Le Vision Pictures adquirió los derechos de Lionsgate para distribuir la película en China.

## Recepción
Dioses de Egipto ha recibido críticas negativas por parte de la crítica y la audiencia, en el sitio Rotten Tomatoes tiene una calificación de 13% basada en 110 reseñas, con una puntuación de 3.8. La página Metacritic le ha dado a la película una puntuación de 23 de 100, basada en 24 críticas, indicando "reseñas generalmente desfavorables". Las audiencias de CinemaScore le han dado una puntuación de "B-" en una escala de A+ a F, mientras que en el sitio IMDb los usuarios le han dado una puntuación de 5.4/10, sobre la base de más de 124 000 votos. También la página FilmAffinity le da solamente una votación de 4,1 sobre 11.300.